# Кавекта
Кавекта (рос. Кавекта) — станція Могочинського регіону Забайкальської залізниці Росії, розташована на дільниці Куенга — Бамівська між станціями Жирекен (відстань — 10 км) і Арчикой (18 км). Відстань до ст. Куенга — 117 км, до ст. Бамівська — 632 км; до транзитного пункту Каримська — 349 км.